# Liste markanter und alter Baumexemplare in Sachsen
Markante und alte Bäume in Sachsen haben meist ein Alter zwischen 300 und 600 Jahren. Viele Dörfer haben sogenannte tausendjährige Eichen oder Linden, die bei näherer Untersuchung diesen Anspruch meist nicht erfüllen. Die Altersdaten beruhen meist auf Schätzung oder Überlieferung, nur wenige einzelne Bäume sind anhand von Quellen oder Kernbohrung verlässlich altersbestimmt (siehe auch Altersbestimmung von Bäumen). Darüber hinaus existieren einige Bäume, die schon deshalb besonders interessant sind, weil sie das älteste bekannt gewordene Exemplar einer Art oder das größte jemals bekannt gewordene Exemplar darstellen.
Siehe auch Kategorie Einzelbaum in Sachsen.
| Bild                                         | Name                                         | Gattung/Art                    | Stamm- umfang | Höhe (m)     | ungefähres Alter (Jahre) | Ort                                                               | Landkreis                        | Besonderheiten |
| -------------------------------------------- | -------------------------------------------- | ------------------------------ | ------------- | ------------ | ------------------------ | ----------------------------------------------------------------- | -------------------------------- | --- |
| weitere Bilder                               | Babisnauer Pappel                            | Pappel                         | 5,13 m        | 17,3 m       | 217 gepflanzt 1808       | Babisnau Ortsteil von Kreischa Lage                               | Sächsische Schweiz-Osterzgebirge | |
| weitere Bilder                               | Collmer Linde                                | Sommerlinde Tilia platyphyllos | 11 m          |              | über 1000                | Collm am Wermsdorfer Forst (Nahe Oschatz) Lage                    | Nordsachsen                      | älteste Linde in Sachsen |
| weitere Bilder                               | Ginkgo im Schlosspark Jahnishausen           | Ginkgo                         | 5,15 m (2019) | 25 m         | 216, gepflanzt um 1809   | Jahnishausen Stadt Riesa Lage                                     | Meißen                           | Naturdenkmal (RG 046), Nationalerbe-Baum (Nr. 2) der DDG |
| weitere Bilder                               | Kaditzer Linde                               | Linde                          | 11,90 m       |              | 700–900                  | Kaditz Stadtteil von Dresden, im Hof der Emmauskirche Lage        | Dresden (kreisfreie Stadt)       | ältester Baum Dresdens |
| Linde Sorgau (2021)                          | Linde Sorgau                                 | Sommerlinde                    | 9,13 m        |              |                          | Sorgau Ortsteil von Marienberg Lage                               | Erzgebirgskreis                  | |
| Rieseneiche von Niedergurig (2009)           | Rieseneiche von Niedergurig                  | Eiche                          | 8,98 m        |              | 700–800                  | Niedergurig, Gemeinde Malschwitz Lage                             | Bautzen                          | Wappenbaum der Gemeinde Malschwitz |
| weitere Bilder                               | Rieseneiche im Sauerbusch                    | Eiche                          |               |              | 700                      | Dresden in der Dresdner Heide, zwischen Lausa und Langebrück Lage | Dresden (kreisfreie Stadt)       | Naturdenkmal (ND–Nr. 72), am Absterben, eine zweite Eiche fiel 1993 einem Brand zum Opfer                                                                                  |
| Riesenfichte vom Borkenkäfer befallen (2023) | Riesenfichte im Kirnitzschtal                | Fichte                         | 5,12 m (2020) | 60 m (circa) | 310–420                  | im Tal der Kirnitzsch bei Hinterhermsdorf Stadt Sebnitz Lage      | Sächsische Schweiz-Osterzgebirge | höchster Baum Sachsens, älteste Fichte der Sächsischen Schweiz, am Absterben wg. Borkenkäfer (Stand 2020)                                                                  |
| weitere Bilder                               | Schlosslinde Augustusburg                    | Holländische Linde             | 7,50 m        |              | > 600                    | Augustusburg in der Schlossanlage Lage                            | Mittelsachsen                    | |
| weitere Bilder                               | Schmorsdorfer Linde                          | Linde                          | 11 m          |              | 400–600                  | Schmorsdorf, Gemeinde Müglitztal Lage                             | Sächsische Schweiz-Osterzgebirge | im September 2024 ausgezeichnet zum Nationalerbe-Baum |
| weitere Bilder                               | Stiel-Eiche am Gondelteich                   | Eiche                          | 6,5 m         | 40 m         | 450–500                  | Oppach, am Südostufer des Gondelteich Lage                        | Görlitz                          | Naturdenkmal im Landkreis Görlitz |
|                                              | † Storcheneiche                              | Eiche                          | 9,80 m        |              | 900–1000                 | Ebersbach, Gemeinde Schöpstal Lage                                | Görlitz                          | war 2017 restlos verschwunden |
| Tausendjährige Eibe bei Schlottwitz (2021)   | Tausendjährige Eibe bei Schlottwitz          | Eibe                           | 3,70 m (2012) | 13 m         | 500–600                  | NSG Müglitzhang bei Schlottwitz, Stadt Glashütte Lage             | Sächsische Schweiz-Osterzgebirge | Naturdenkmal |
| weitere Bilder                               | Torstensson-Linde                            | Linde                          | 7,60 m        |              | 450                      | Freiberg Lage                                                     | Mittelsachsen                    | lt. Legende wurde die Linde „über Kopf“ eingepflanzt (Krone in Erde, Wurzel oben); Torstensson soll hier im Dreißigjährigen Krieg die Belagerung Freibergs geleitet haben. |
| Traubeneiche an der Saigerhütte (2014)       | Traubeneiche an der Saigerhütte in Olbernhau | Traubeneiche (Quercus petraea) | 4,10 m        | etwa 28 m    | etwa 400 Jahre           | am oberen Hüttentor der Saigerhütte Olbernhau Lage                | Erzgebirgskreis                  | Naturdenkmal (ND–Nr. 1630) |